# Obljetnice Operacije Oluja
Operacija Oluja redovito se svečano obilježava u Hrvatskoj 5. kolovoza, na Dan pobjede i domovinske zahvalnosti i Dan hrvatskih branitelja, u spomen na oslobađanje Knina u operaciji hrvatske vojske početkom kolovoza 1995. godine. Svečanost s članovima Vlade, predsjednikom države, zastupnicima Hrvatskoga sabora i visokim predstavnicima Oružanih snaga te osobama iz javnog života održava se na kninskoj tvrđavi.